# 이인한 (야구 선수)
이인한(1998년 12월 24일 ~ )은 KBO 리그 롯데 자이언츠의 외야수이다.

## KIA 타이거즈시절
2020년에 입단하였다.

## 롯데 자이언츠시절
2024년에 입단하였다. 2024년 9월 15일 한화 이글스와의 경기에 출전하며 데뷔 첫 경기를 치렀고, 경기에서 1타수 무안타를 기록하였다.

## 출신 학교
- 대성초등학교
- 심석중학교
- 강릉고등학교
- 강릉영동대학교